# Cautaeschra flavescens
Cautaeschra flavescens är en fjärilsart som beskrevs av Rothschild 1916. Cautaeschra flavescens ingår i släktet Cautaeschra och familjen nattflyn. Inga underarter finns listade i Catalogue of Life.